# Carnabont
Carnabont (en grec antic Καρναβών), va ser, segons la mitologia grega, un rei dels getes que va acollir amb hospitalitat Triptòlem quan aquest, seguint les instruccions de Demèter, recorria tots els indrets de la terra amb un carro tirat per dracs, i així donava a conèixer als homes el cultiu del blat.
Però després, Carnabont atacà Triptòlem i li matà un dels dracs que estiraven el carro. Hauria mort també a Triptòlem si no hagués intervingut Demèter, que el salvà i substituí el drac mort per un altre. Demèter va col·locar el rei enmig dels astres, on va quedar representat matant el drac que té a les mans.